# Göteborgs konstmuseum

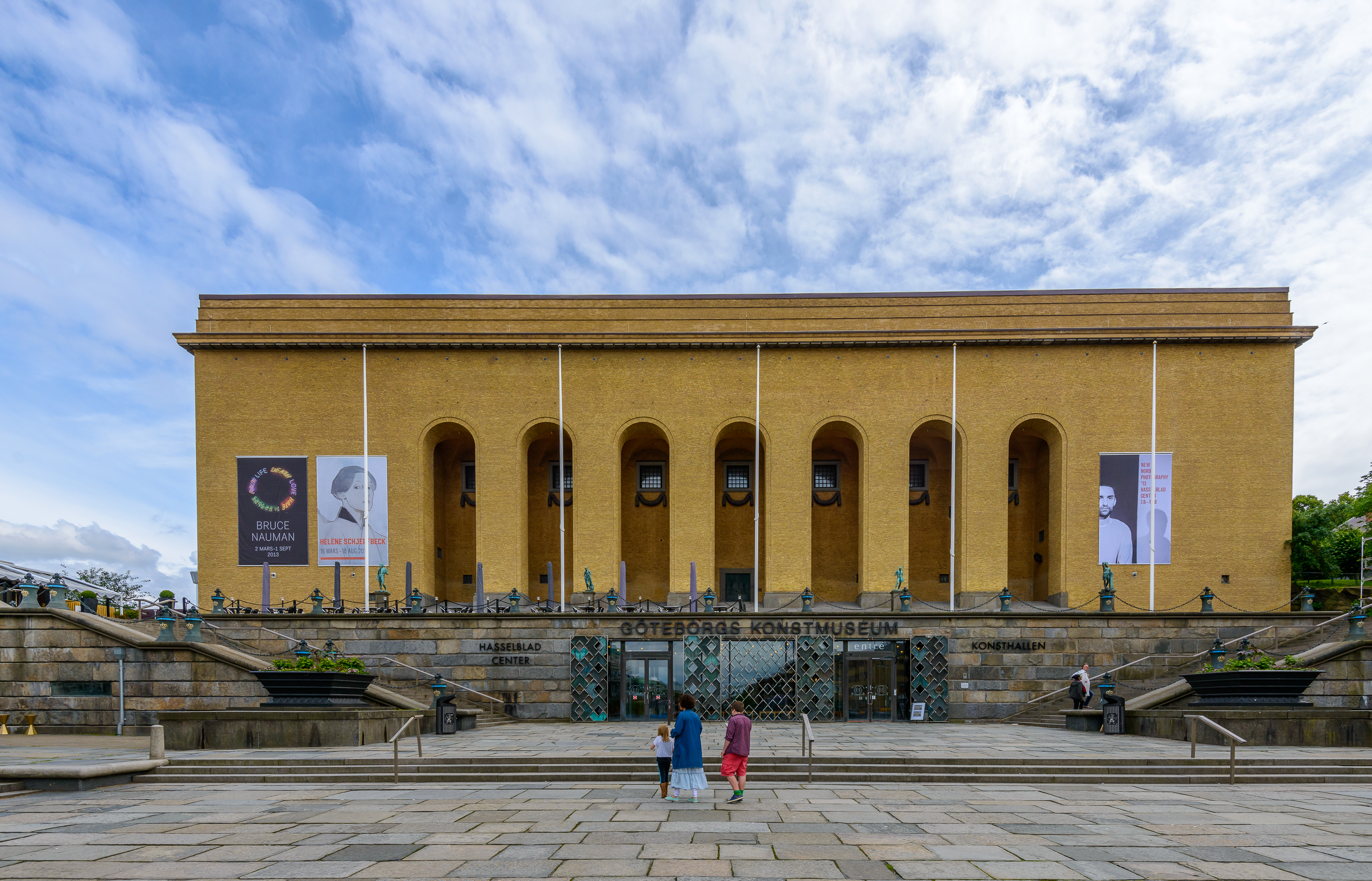
Das Kunstmuseum auf dem Götaplatsen in Göteborg

Göteborgs konstmuseum ist ein Kunstmuseum in Göteborg in Schweden. Die Sammlungen des Kunstmuseums umfassen ca. 70.000 Werke vom 15. Jahrhundert bis zur zeitgenössischen Kunst. Ihr Schwerpunkt liegt auf nordischer Kunst, sie enthalten aber auch Werke aus dem übrigen Europa sowie aus den USA.
Besonders bekannt ist die Fürstenbergska Galleriet, ein Teil der Sammlungen.
Im französischen Teil des Museums sind Werke der Impressionisten Edgar Degas, Claude Monet, Camille Pissarro, Pierre-Auguste Renoir sowie Alfred Sisley, der Postimpressionisten Paul Cézanne, Paul Gauguin und Vincent van Gogh sowie der Modernisten Pierre Bonnard, Georges Braque, Marc Chagall, Raoul Dufy, Fernand Léger, Auguste Rodin und Henri Rousseau zu sehen.

## Gebäude
Das Museumsgebäude wurde zwischen 1921 und 1923 nach Plänen von Arvid Bjerke und Sigfrid Ericsson erbaut, um den Kunstsammlungen des Göteborgs museum einen würdigen Raum zu schaffen. 1966–1968 wurde ein Anbau errichtet. Ein größerer Umbau fand in den 1990er Jahren statt.
Seit 2017 steht das Gebäude als Byggnadsminne unter Denkmalschutz.

## Sammlungen (Auswahl)

### Italienische Kunst

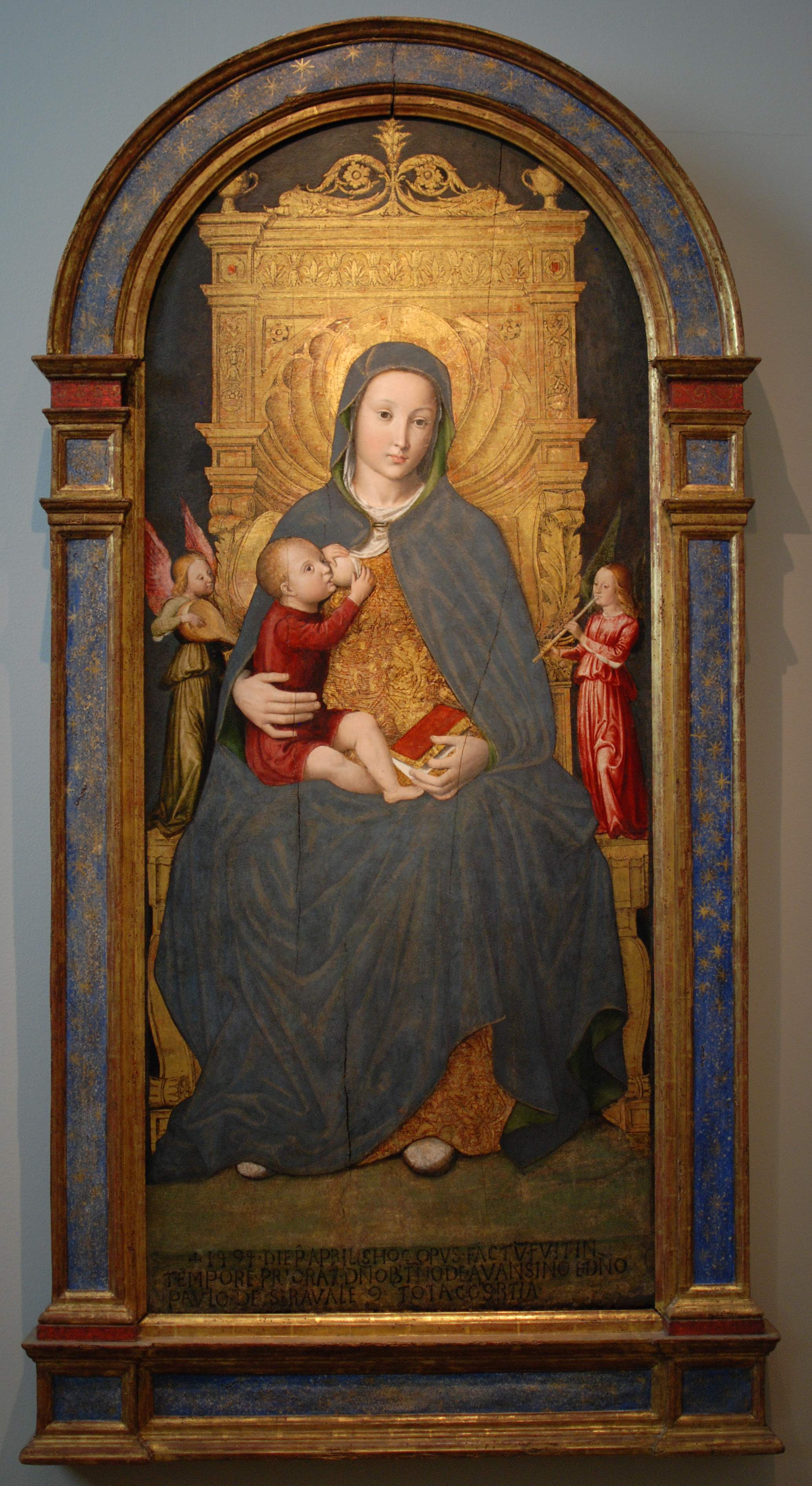
Thronende Madonna, von Ludovico Brea – 1494
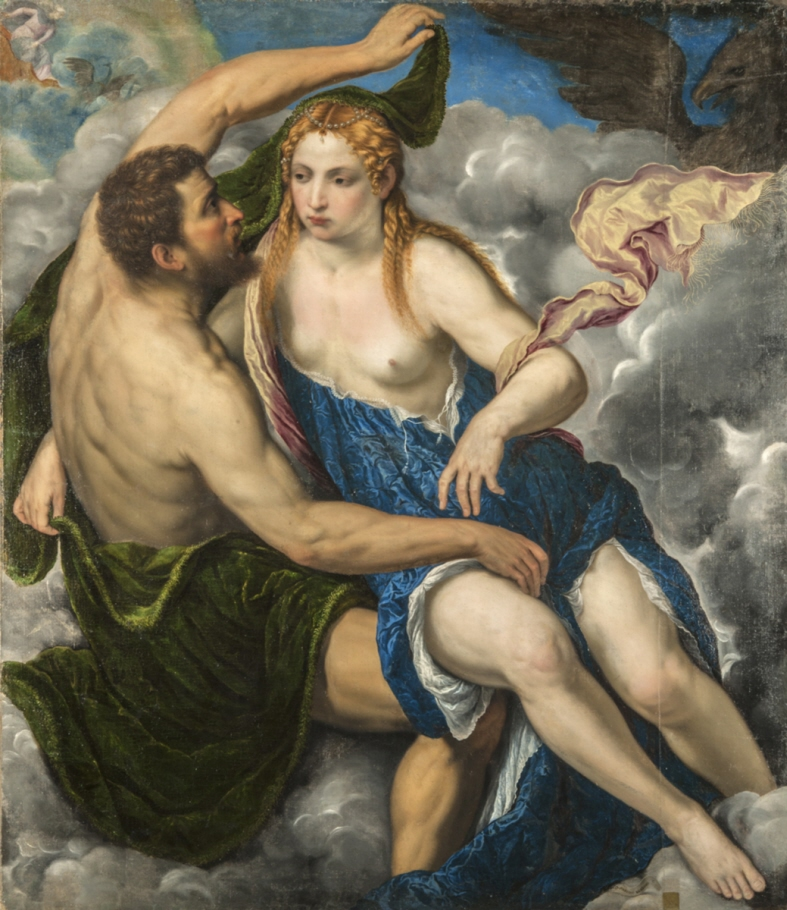
Jupiter und Io, Ölgemälde von Paris Bordone – 1550er Jahre

### Flämische Kunst

Salome, Ölgemälde von Lucas Cranach dem Jüngeren – ca. 1540
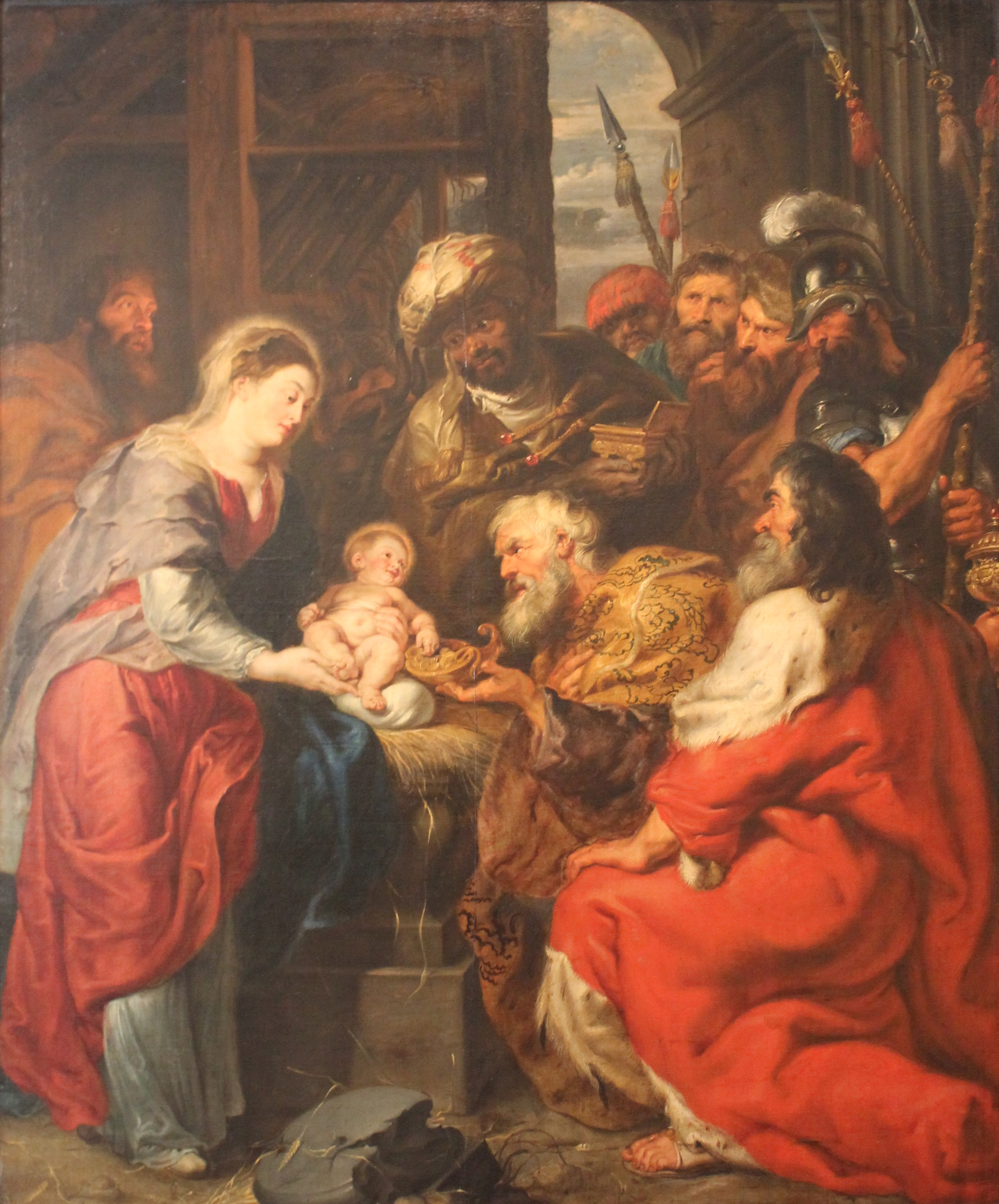
Die Anbetung der Könige, Ölgemälde von Peter Paul Rubens – 1620er Jahre
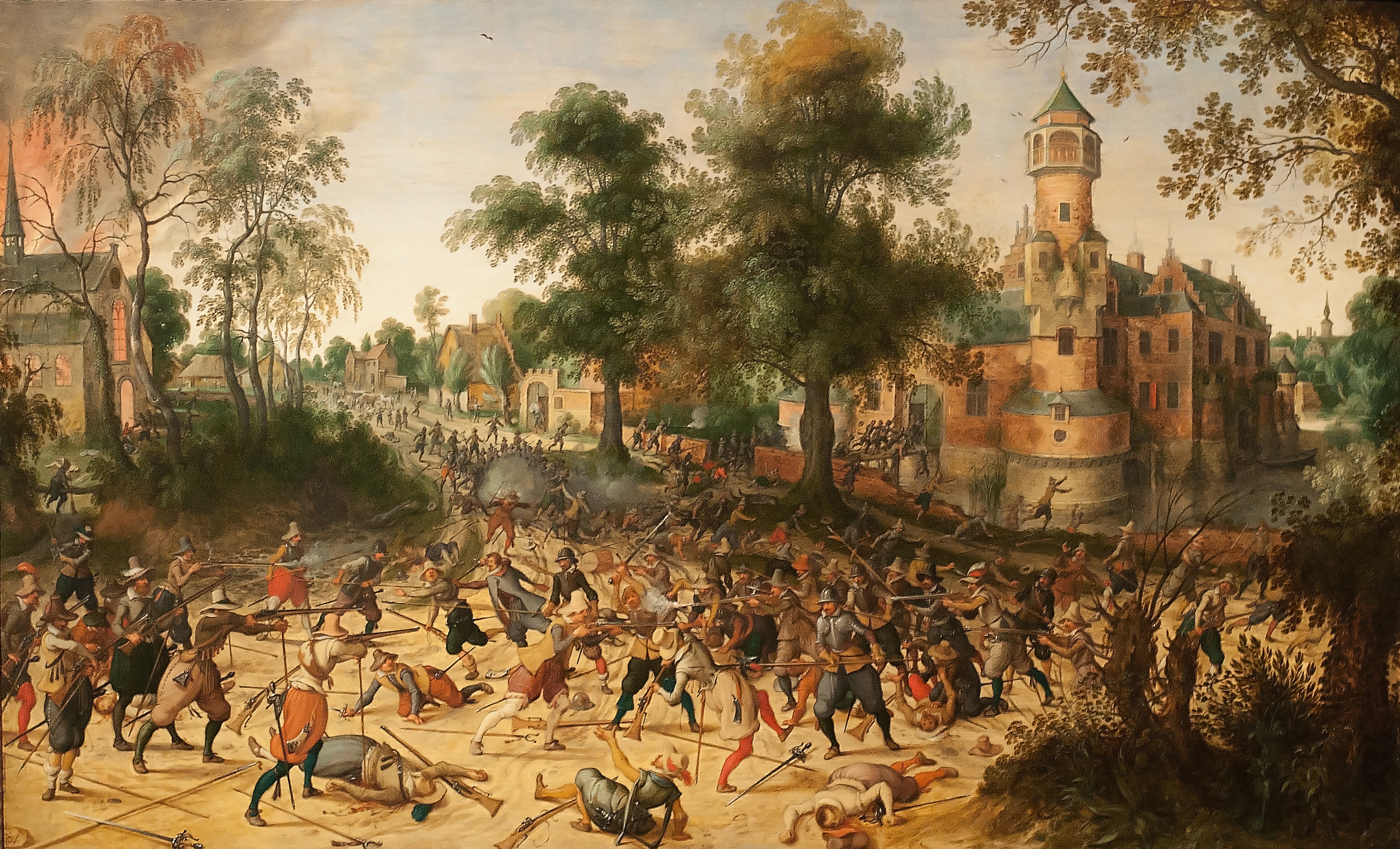
Plünderung einer Stadt, Ölgemälde von Sebastiaen Vrancx – 1. Hälfte des 17. Jahrhunderts
Der Ritter mit dem Falken, Ölgemälde von Rembrandt van Rijn – 1660er Jahre

### Französische Kunst

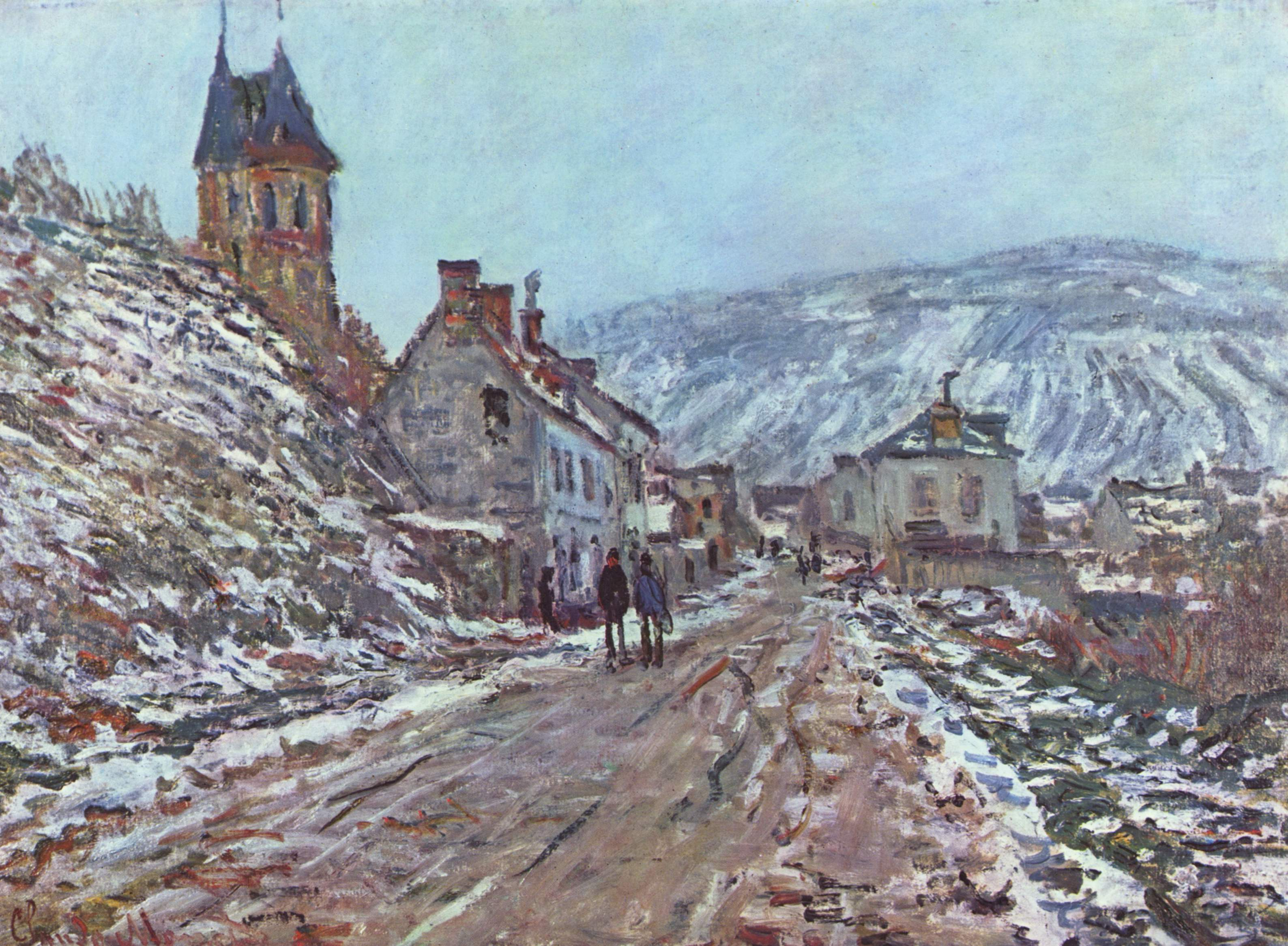
Straße nach Vétheuil im Winter, Ölgemälde von Claude Monet – 1879
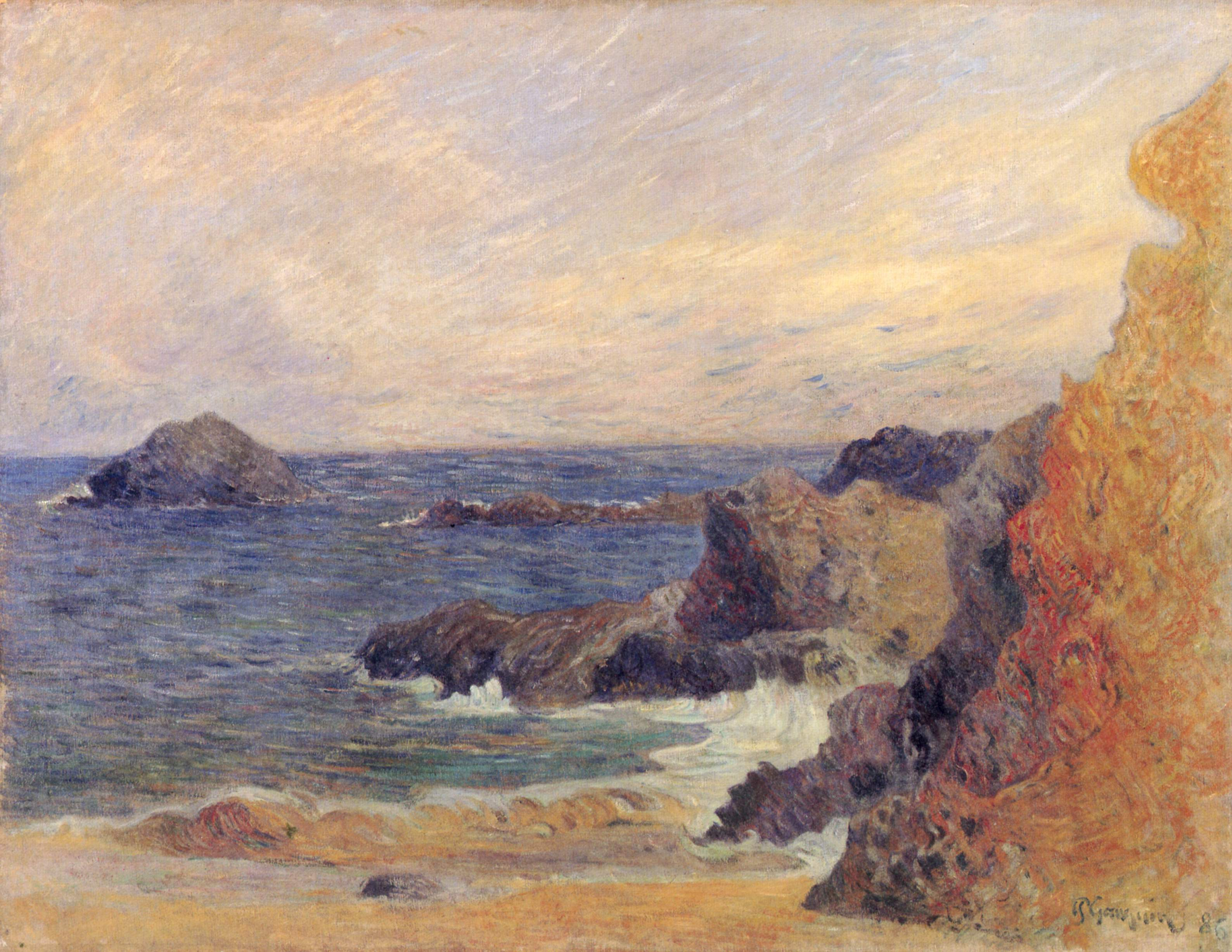
Klippen an der Küste, Ölgemälde von Paul Gauguin – 1886
Olivenhain, Ölgemälde von Vincent van Gogh – 1889

### Nordische Kunst

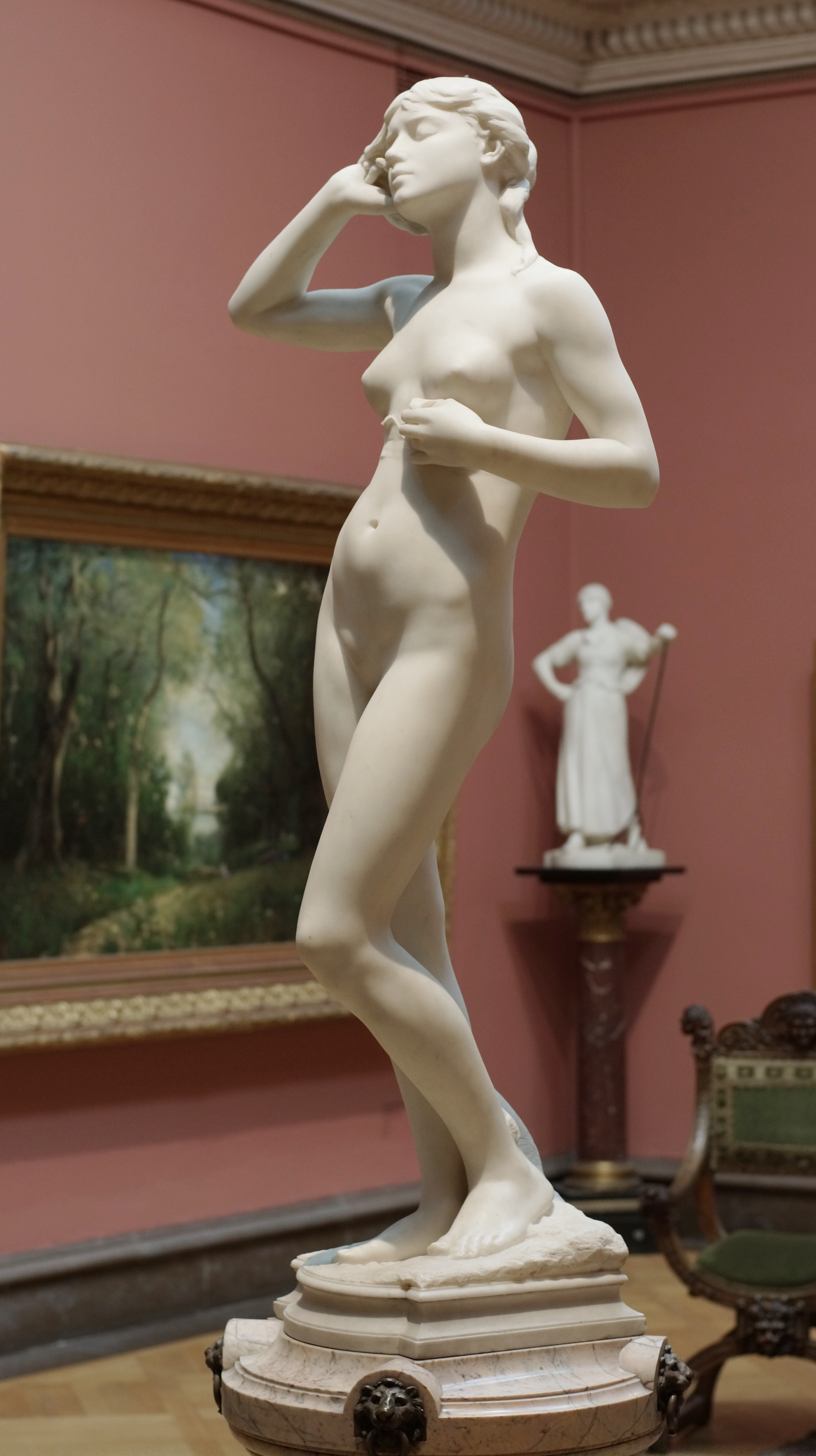
Snöklockan, Marmorskulptur von Per Hasselberg – 1885
Interiör från Fürstenbergska Galleriet, Acquarell von Carl Larsson – 1885
Konstnären Venny Soldan-Brofeldt, Ölgemälde von Hanna Pauli – 1886/87
Hipp, hipp, hurra! Konstnärsfest på Skagen, Ölgemälde von Peder Severin Krøyer – 1887/88
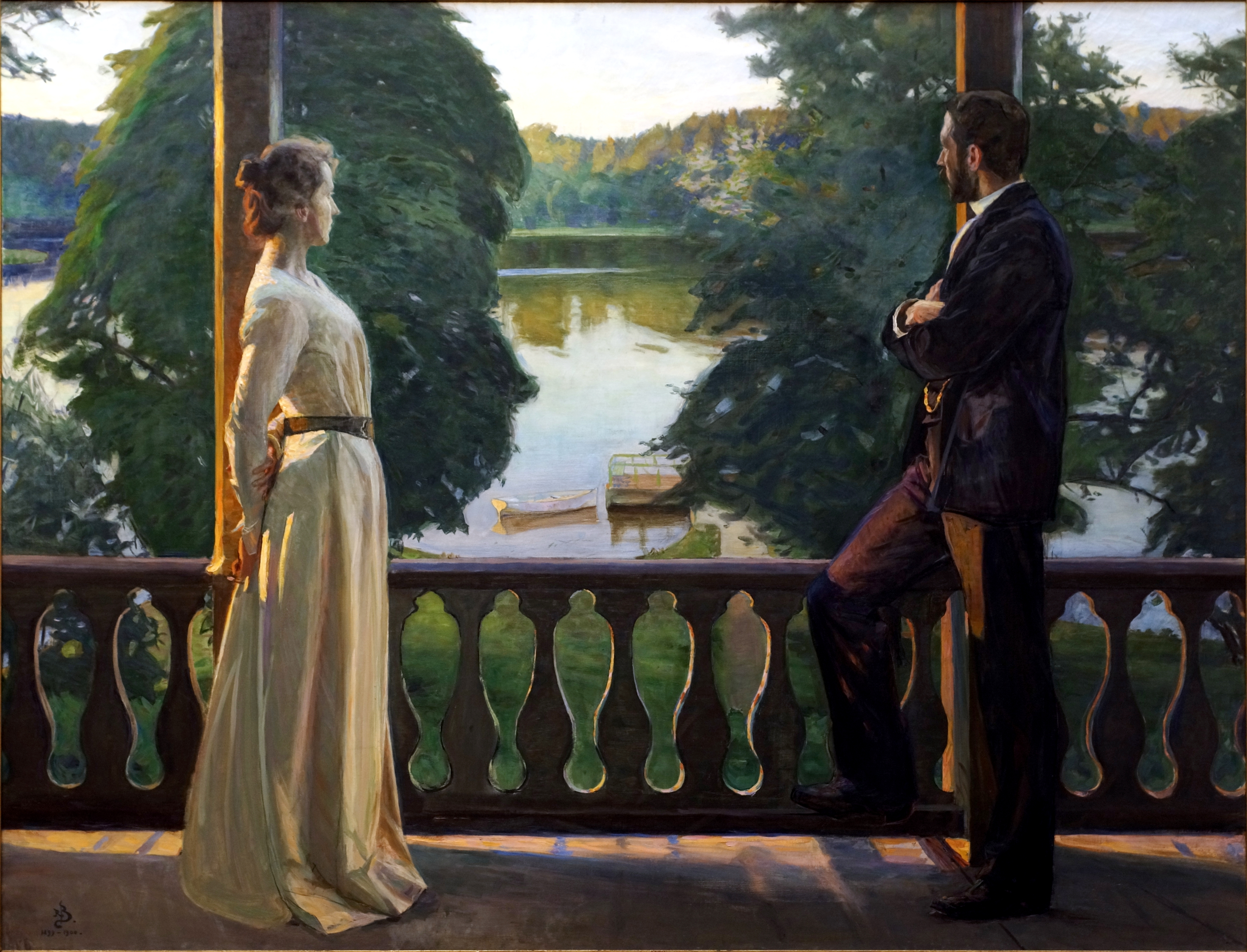
Nordisk sommarkväll, Ölgemälde von Richard Bergh – 1899/1900